# NGC 3196
NGC 3196 (również PGC 30121) – galaktyka soczewkowata (S0), znajdująca się w gwiazdozbiorze Lwa. Odkrył ją William Herschel 11 kwietnia 1785 roku. Należy do galaktyk Seyferta.